# 海東村の口碑・傳説
海東村の口碑・傳説（かいとうむらのこうひ・でんせつ）とは、熊本県中部に存在した海東村（現在の宇城市海東地区）に、古くからのこる言い伝え、伝説類である。1952年（昭和27年）発行の海東村史に、10の逸話が記載されている。
また、1922年（大正11年）発行の下益城郡誌の海東村の節には、舊蹟傳說という項目があり、元寇で活躍し蒙古襲来絵詞の制作で知られる竹崎季長の墓の紹介と共に、かつて古戦場だったという九万ケ迫、小字にもなっている猛婦虎御前の話、源為朝が居城を作ろうと工事にとりかかった城跡、舟橋の4つの逸話が記されている。また、角川日本地名大辞典43熊本県の「北海東村」の項には、九万迫、虎御前の逸話が紹介されている。

## 海東村の口碑・傳説[1]
1952年（昭和27年）発行の海東村史より、海東村の口碑・傳説の全文。海東村史には、10の逸話が記載されている。

### 九万ケ迫
北海東白岩区内にあり、四面山をめぐらす小山畠の地で古戦場と言い傳へらる。或時九万の大軍此の地に会戦し互に入り乱れて混戦乱闘、一大修羅場と化し屍山血河の惨状を呈した跡とか、後世此の地を開墾するに人骨諸所に出て耕人の胆を寒からしめたこと再三であつたといふ。若し今此地に一人立たんか松籟風々として往時を偲ばしむる時何処からともなく憂々たる馬蹄の響き、甲冑の音右往左往する中に火花を散らして切結ぶ劔戟の気勢までも目の辺りに聞え果ては山震い・地揺るゝような喊声を聞くことがあると言い傳ふ。

### 虎御前（とらごせ）
九万ケ迫から程遠からぬ所に一つの小塚がある、虎御前といふ。
九万ケ迫の会戦に一人の女房あり。敵味方の激戦を女の身の如何ともする事が出来ず物陰にかくれて只管味方の勝利を神佛に祈念したが、味方の軍容整はず浮足立つて見えたので、あら「腑甲斐ない味方の兵」と太刀振りかざして敵中に躍り入らうとした時、何処からともなく流れ来た矢に当り哀れ此の地の土と化した跡を弔ふ所の塚と言ふ。

### 城（じよう）

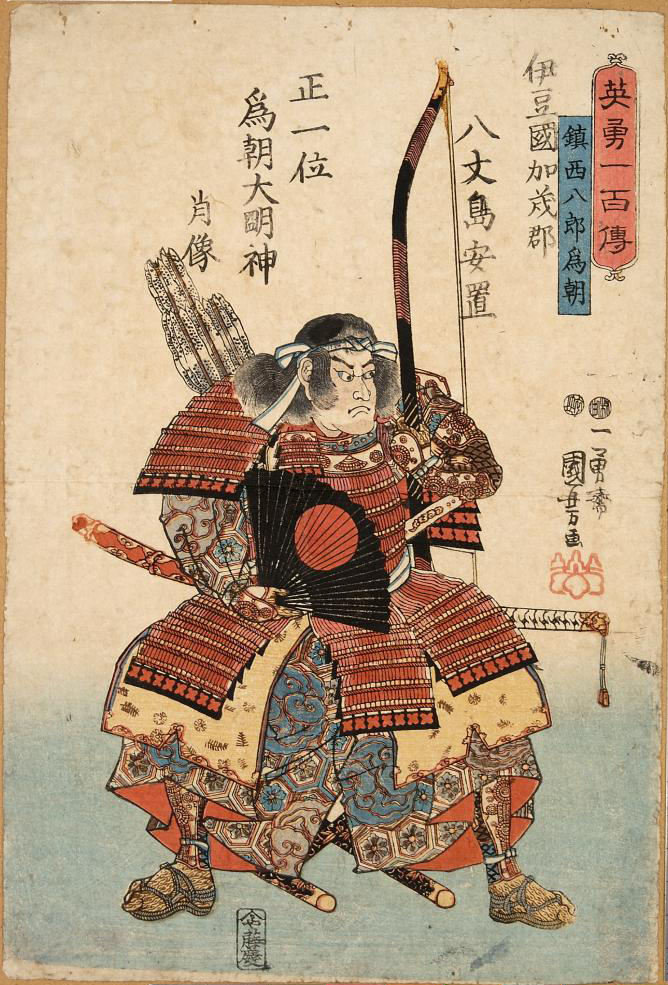
源為朝

南海東早迫区にあり、小川町との村境に近く砂川のまさに隘所を曲りて小川に入らんとする所、川に臨んで高さ数丈の絶壁をなし自然の城廊を形作つてゐる。
往時源為朝此の地に城を構えようとした所と言ひ傳ふ。然るに或日為朝試に対岸の嫐迫堀切りの辺りから矢頃を計つた結果居城に適せずとして工事を取り止めた跡といふ。
又一説には同じく矢頃を計る為八丁峠に至り此の矢彼の地に達しなければ居城にしようと言つて矢を放つた処矢は遠く小川町六本杉に達したので工事を取り止めた跡とも言ふ。前説が真に近いようである。

### 塔之瀬
砂川の中流。西海東と南海東の接する辺り一大堰堤を作つて砂川の水を下流数十町歩の田地の灌漑用に引く。
往時此の堰の工事を思い立ち之に着手したが甚しい難工事で思ふ通りに砂川を堰く事が出来ず徒らに多大の日数費用人力を費やすのみであつた。思案の末或時其の工事の最難所に附近の正覚寺門内の一塔を懇ろに供養した後之を運んで堰の最難所に埋草とし一心に成就を祈つた処不思議にさしもの難工事も遂に成就したといふ。故に初めは塔の堰と言つてゐたのを後世塔の瀬と言ひ慣したものと言ひ伝へる。

### 舟橋（ふなばせ）
西海東西区上流橋附近をいふ。
砂川と言へば砂を思ひ、河床年々浅くなり、小やかな流れを思ふ。しかも小川町を距る一里の上流なる此の地々此の地名あるは如何にも奇しき思ひがするのである。
即ち此の小流砂川も往昔は川口から大小の船舶を通じ此の辺りまで舟行の便あり、此の地を舟泊所としたといふ。
砂川の舟運に就ては小川町東小川の砂川沿いに舟岩（ふないわ）といふがあり、昔難破船があり此処にその舟人の霊を祀るという小祠あり。
八代郡吉野村赤迫附近の貝塚、小川町と小野部田村境の田圃中に残る通称沖の塘、旧宮原街道、小野部田道等の状況等考察する時往時小川附近まで海であつたこと明で砂川の舟運の便、舟橋の伝説亦強ち南強附会とのみ言ふことは出来ないであらう。

### 八つ江の堤 西海東嫐迫
昔此の堤の中に棲んでゐた大蛇が美人に化げ此の附近に醫を業とする男と夫婦になり玉のやうな男の子が生れたと傳ふ。

### 七つ瀬
昔悪い大蛇がゐたので、篠原公が大蛇をずたずた七つ切りにして右の肩にかつがれたといふ地名の由来傳。

### 嫐迫の由来
昔此の地に一軒家があつて息子に嫁を貰つたが、外からも女を世話するもがあつてお祝ひの最中七人白装束が躍り込み、皿を打ち割つてしまつたので、此の家を嫐（わなり）と呼ぶことから地名となる。

### やくさん原の次郎狐
小川に出るやくさん原の山越しに狐が沢山居た。次郎狐は川上次郎と名のつて参宮、だましの秘伝を習つたが、下岳のわしゆじから、おさん狐が嫁入つてきたといふ。

### 彼岸の川原祭由来
海東神社の御前、野添から宮園へ出る附近は今より六、七百年前は青々とした広い渕があつて、沢山の河童共がゐて、人や牛馬を寄つてたかつて渕の中に引込んでいた。
其の頃御宮の附近にゐた濱右衛門といふ力士の子供が河童から命を取られたといふので、敵打ちに河原に行つて「河童ども角力取りに来たぞ」と呼んだので、河童大将が数多の家来を連れて、やつて来たので、憤激してゐた力士は片つ端から河童を投げたが何の事もなく、癪にさわつて、蹴飛ばしても手ごたへがなく後では、さすがの力士も力及ばす却つて命があぶなくなつたので「自分の命をやるので村人や牛馬の命は取つてくれるな」と頼んだので河童共は其れを聞き、大きな力士の身体を渕の中に引き込んで行つたが、此の後絶えて水難がないので村人は濱右衛門殿「濱殿（ハマドン）」とあがめ、毎年春彼岸の終り日に御宮の真正面の河原に祭場を設け、力士の慰霊祭があり、御宮では團子投げの神事がある。
此の祭典は受持区域野添、鳥越、城、若市、嫐迫、日岳、和田、宮園、竹之中、講中である。